# Daniel Cingolani
Daniel Horacio Cingolani (Nueve de Julio, Provincia de Buenos Aires, 28 de mayo de 1961) es un expiloto argentino de automovilismo de velocidad. Iniciado en los karts, incursionó en diferentes categorías del automovilismo argentino, destacándose en el Turismo Carretera, en el Top Race y en el Turismo Competición 2000, donde se consagró campeón en el año 2000. A nivel internacional, incursionó en categorías de Fórmula 3, teniendo dos participaciones en la Fórmula 3 Sudamericana y llegando en 1989 a la Fórmula 3 Británica donde fue piloto probador del equipo oficial Reynard y a la Fórmula Lotus Opel donde compitió en una carrera en Portugal. A su regreso al país, debutó en el TC 2000 al comando de un Ford Sierra, donde competiría mayoritariamente, logrando el subcampeonato del año 1995 con un Renault 19 y el campeonato del año 2000 con un Ford Escort Zetec. Compitió también en el Turismo Carretera, donde a pesar de destacarse como defensor de la marca Ford, tuvo participaciones con las marcas Dodge y Chevrolet. 
Se retiró el día 10 de junio de 2007, luego de haber obtenido un podio en la carrera de Top Race corrida ese día en el Autódromo Roberto Mouras de La Plata y en un momento donde era protagonista en la categoría. Según sus palabras, lo había hecho por pedido de su hija y a merced del accidente en el que muriera el piloto Guillermo Castellanos, nacido en su localidad.
Sin embargo, su actividad dentro del deporte motor no culminó, ya que continúa trabajando dirigiendo su propia escudería, el "Cingolani Motorsports", además de trabajar en favor de promover la carrera deportiva de su hijo mayor Tomás Cingolani, quien fuera piloto de Fórmula Renault Pampeana y de Fórmula Renault Metropolitana hasta el año 2012 y que en 2013 debutara en nuevo TC 2000 al comando de un Honda New Civic.

## Resumen de carrera
| Temporada | Categoría                 | Equipo                              | Carreras | Victorias | Poles | VR  | Podios | Puntos | Pos. |
| --------- | ------------------------- | ----------------------------------- | -------- | --------- | ----- | --- | ------ | ------ | ---- |
| 1980      | Fórmula Renault Argentina | s/d                                 | 2        | 0         | 0     | 0   | 0      | 3      | 16.º |
| 1981      | Fórmula Renault Argentina | Maldonado Competición               | 1        | 0         | 0     | 0   | 0      | -      | NC   |
| 1981      | Fórmula 2 Argentina       | Maldonado Competición               | 2        | 0         | s/d   | s/d | 0      | s/d    | s/d  |
| 1983      | Fórmula Renault Argentina | Cingolani Competición               | s/d      | s/d       | s/d   | s/d | s/d    | s/d    | s/d  |
| 1984      | Fórmula Renault Argentina | Cingolani Competición               | s/d      | s/d       | s/d   | s/d | s/d    | s/d    | s/d  |
| 1984      | Fórmula 2 Codasur         | Cingolani Competición               | 2        | 0         | s/d   | s/d | 0      | s/d    | s/d  |
| 1985      | Fórmula Renault Argentina | Cingolani Competición               | 6        | 0         | 0     | 0   | 2      | 15     | 9.º  |
| 1986      | Fórmula Renault Argentina | Cingolani Competición               | 12       | 1         | 1     | 1   | 2      | 77     | 5.º  |
| 1986      | Fórmula 2 Codasur         | Cingolani Competición               | 1        | 0         | 0     | 0   | 0      | -      | NC   |
| 1987      | Fórmula 3 Sudamericana    | Maldonado Competición               | 10       | 0         | 0     | 0   | 1      | 8      | 10.º |
| 1988      | Fórmula 3 Sudamericana    | Cingolani Competición GeMo Uruguay  | 12       | 3         | 3     | 4   | 4      | 37     | 4.º  |
| 1989      | Fórmula 3 Sudamericana    | GeMo Uruguay                        | 1        | 1         | 0     | 0   | 0      | -      | NC   |
| 1990      | Turismo Competición 2000  | H&O Competición                     | 7        | 0         | 0     | 0   | 0      | 4      | 22.º |
| 1991      | Turismo Competición 2000  | H&O Competición                     | 13       | 1         | 0     | 0   | 0      | 46     | 10.º |
| 1992      | Turismo Competición 2000  | H&O Competición                     | 13       | 0         | 0     | 0   | 0      | 26     | 11.º |
| 1993      | Turismo Competición 2000  | H&O Competición                     | 14       | 1         | 4     | 3   | 4      | 97     | 7.º  |
| 1994      | Turismo Competición 2000  | H&O Competición                     | s/d      | s/d       | s/d   | s/d | s/d    | 55     | 8.º  |
| 1994      | Turismo Carretera         | Supertap                            | 1        | 0         | 0     | 0   | 0      | -      | NC   |
| 1995      | Turismo Competición 2000  | Renault Berta Sport                 | 12       | 2         | 3     | 2   | 7      | 145    | 2.º  |
| 1996      | Turismo Competición 2000  | Termidor Competición                | 12       | 0         | 0     | 2   | 0      | 17     | 15.º |
| 1996      | Turismo Carretera         | s/d                                 | 1        | 0         | 0     | 0   | 0      | -      | NC   |
| 1997      | Turismo Competición 2000  | YPF Ford Motorsport                 | 28       | 1         | 7     | 8   | 12     | 209    | 4.º  |
| 1998      | Turismo Competición 2000  | YPF Ford                            | 26       | 3         | 2     | 1   | 12     | 226    | 3.º  |
| 1999      | Turismo Competición 2000  | YPF Ford                            | 27       | 2         | 4     | 2   | 7      | 134    | 8.º  |
| 2000      | Turismo Competición 2000  | YPF Ford                            | 14       | 3         | 2     | 3   | 7      | 120    | 1.º  |
| 2001      | Turismo Competición 2000  | Chrysler Movicom                    | 14       | 0         | 1     | 1   | 1      | 43     | 12.º |
| 2002      | Turismo Competición 2000  | Pro Racing Research Team Pro Racing | 14       | 1         | 3     | 0   | 1      | 67     | 8.º  |
| 2002      | Turismo Carretera         | Pro Racing Group                    | 15       | 0         | 0     | 0   | 1      | 89,5   | 14.º |
| 2003      | Turismo Competición 2000  | DTA                                 | 3        | 0         | 0     | 0   | 1      | -      | -    |
| 2003      | Turismo Carretera         | s/d                                 | 15       | 0         | 0     | 0   | 0      | 48,5   | 30.º |
| 2004      | Turismo Competición 2000  | Ford YPF                            | 1        | 0         | 0     | 0   | 0      | -      | -    |
| 2004      | Turismo Carretera         | Ávila Competición                   | 16       | 0         | 0     | 0   | 0      | 49,5   | 31.º |
| 2005      | Turismo Competición 2000  | Berta Motorsport                    | 1        | 0         | 0     | 0   | 0      | -      | -    |
| 2005      | Top Race V6               | 9/7 Racing                          | 9        | 1         | 1     | s/d | s/d    | 97,5   | 5.º  |
| 2006      | Top Race V6               | 9-7 Racing                          | s/d      | 2         | 1     | s/d | s/d    | 180    | 4.º  |
| 2007      | Top Race V6               | 9-7 Racing                          | 5        | 0         | 0     | s/d | 2      | 82     | 12.º |
| 2016      | TC 2000                   | 97 Racing                           | 1        | 0         | 0     | 0   | 0      | -      | -    |
| 2017      | TC 2000                   | 97 Racing                           | 1        | 0         | 0     | 0   | 0      | -      | -    |
| 2018      | TC 2000                   | 97 Racing                           | 2        | 0         | 0     | 0   | 0      | -      | -    |
| Fuente:   |                           |                                     |          |           |       |     |        |        |      |

## Estadísticas y puntos salientes en TC 2000
- 220 carreras corridas (Debut: Tucumán 1990. Última: Alta Gracia 2017).
- 13 victorias (1 con Ford Sierra, 2 con Renault 19, 9 con Ford Escort) y 1 con Honda Civic.
- 27 pole positions.
- 24 récords de vuelta.
- Subcampeón 1995 con Renault 19.
- Campeón 2000 con Ford Escort Zetec

## Resultados

### Turismo Competición 2000
| Año  | Equipo              | Auto               | 1     | 2     | 3     | 4     | 5     | 6    | 7         | 8     | 9      | 10     | 11     | 12    | 13    | 14     | 15      | 16     | 17    | 18    | 19     | 20     | 21     | 22     | 23    | 24    | 25    | 26    | 27     | 28     | Res. | Puntos |
| ---- | ------------------- | ------------------ | ----- | ----- | ----- | ----- | ----- | ---- | --------- | ----- | ------ | ------ | ------ | ----- | ----- | ------ | ------- | ------ | ----- | ----- | ------ | ------ | ------ | ------ | ----- | ----- | ----- | ----- | ------ | ------ | ---- | ------ |
| 1997 |                     |                    | RAF I | RAF I | RC I  | RC I  | POS   | POS  | SJU I     | SJU I | PAR    | PAR    | GR     | GR    | BB I  | BB I   | SJU II  | SJU II | RC II | RC II | NDJ    | NDJ    | MZA    | MZA    | BB II | BB II | TRE   | TRE   | RAF II | RAF II | 4°   | 209    |
| 1997 | YPF Ford Motorsport | Ford Escort VI     | Ex.   | Ex.   | 2     | 2     | 3     | 5    | 13† (10†) | 3     | 3      | 3      | 5      | 2     | Ret   | 4      | 19 (16) | 5      | Ret   | Ret   | 10     | 8      | 2      | 5      | 2     | 3     | 6     | 1     | 2      | 8 (5)  | 4°   | 209    |
| 1998 |                     |                    | AG I  | AG I  | MDP I | MDP I | RC I  | RC I | SJU I     | SJU I | OLA    | OLA    | GR     | GR    | PAR I | PAR I  | BA      | BA     | BB    | BB    | SJU II | SJU II | MDP II | MDP II | RC II | RC II | AG II | AG II | PAR II | PAR II | 3°   | 226    |
| 1998 | YPF Ford            | Ford Escort VI     | 3     | 3     | 1     | Ret   | 2     | 2    | 5         | 5     | 2      | 3      | 4      | 2     | 17†   | NL     | Ret     | NL     | 18†   | 1     | 4      | 3      | Ret    | 12     | 3     | Ret   | 7     | 6     | 1      | 12     | 3°   | 226    |
| 1999 |                     |                    | AG I  | AG I  | MDP   | MDP   | POS   | POS  | OLA       | OLA   | RC     | RC     | BA I   | BA I  | BB    | BB     | TRE     | TRE    | AG II | AG II | GR     | GR     | RAF    | RAF    | PAR   | PAR   | SJO   | SJO   | BA II  | BA II  | 8°   | 134    |
| 1999 | YPF Ford            | Ford Escort VI     | Ret   | 5     | 7     | Ret   | 3     | Ret  | 6         | 6     | 1      | 1      | 3      | 16    | Ret   | 11     | 10      | 2      | Ret   | 18†   | Ret    | 14     | 22†    | 2      | 3     | 16    | 14†   | NL    | 8      | 17†    | 8°   | 134    |
| 2000 |                     |                    | RC I  | TRE   | AG    | SJU I | PAR I | OBE  | BB        | RAF   | BA I   | SJO    | SJU II | RC II | BA II | PAR II |         |        |       |       |        |        |        |        |       |       |       |       |        |        | 1°   | 120    |
| 2000 | YPF Ford            | Ford Escort VI     | 3     | Ret   | 2     | 3     | 1     | 12   | 12        | 8     | 15†    | 13     | 1      | 2     | 1     | Ret    |         |        |       |       |        |        |        |        |       |       |       |       |        |        | 1°   | 120    |
| 2001 |                     |                    | RAF   | RC    | BB    | SJU I | PAR   | BA I | OBE       | AG I  | SJO    | SJU II | MDA    | RES   | AG II | BA II  |         |        |       |       |        |        |        |        |       |       |       |       |        |        | 12°  | 43     |
| 2001 | Chrysler Movicom    | Chrysler Neon II   | 10    | 7     | 4     | Ret   | 12    | 5    | 10        | Ret   | 3      | 6      | Ret    | Ret   | Ret   | Ret    |         |        |       |       |        |        |        |        |       |       |       |       |        |        | 12°  | 43     |
| 2002 |                     |                    | GR    | RC    | SJU I | BB    | RES   | OBE  | AG        | SAL   | SJU II | PAR    | BA     | SRA   | PIG   | MDP    |         |        |       |       |        |        |        |        |       |       |       |       |        |        | 8°   | 67     |
| 2002 | Pro Racing Research | Honda Civic VI     | 10    | 6     | 9†    | Ret   | 1     | 11   |           |       |        |        |        |       |       |        |         |        |       |       |        |        |        |        |       |       |       |       |        |        | 8°   | 67     |
| 2002 | Team Pro Racing     | Honda Civic VI     |       |       |       |       |       |      | 2         | 5     | 2      | Ret    | 19     | Ret   | 13†   | 14     |         |        |       |       |        |        |        |        |       |       |       |       |        |        | 8°   | 67     |
| 2003 |                     |                    | SL I  | GR    | TRE   | SJU   | BB    | OBE  | RC        | SAL   | RES    | SR     | BA     | SL II | AG    | MDP    |         |        |       |       |        |        |        |        |       |       |       |       |        |        | -    | -      |
| 2003 | DTA                 | Chevrolet Astra II |       |       |       |       |       |      |           |       |        |        |        | 3     | 12    | 11     |         |        |       |       |        |        |        |        |       |       |       |       |        |        | -    | -      |
| 2004 |                     |                    | GR    | VIE   | SJU   | PAR   | SL    | OBE  | AG        | CON   | RC     | SRA    | BB     | BA    | RAF   | MDP    |         |        |       |       |        |        |        |        |       |       |       |       |        |        | -    | -      |
| 2004 | Ford YPF            | Ford Focus I       |       |       |       |       |       |      |           |       |        |        |        | Ex.   |       |        |         |        |       |       |        |        |        |        |       |       |       |       |        |        | -    | -      |
| 2005 |                     |                    | BA I  | PAR   | VIE   | SJU   | OLA   | AG   | CUR       | OBE   | RAF    | SRA    | CON    | BA II | SL    | GR     |         |        |       |       |        |        |        |        |       |       |       |       |        |        | -    | -      |
| 2005 | Berta Motorsport    | Ford Focus I       |       |       |       |       |       |      |           |       |        |        |        | 10    |       |        |         |        |       |       |        |        |        |        |       |       |       |       |        |        | -    | -      |

### TC 2000
| Año  | Equipo    | Auto       | 1    | 2    | 3     | 4     | 5    | 6    | 7     | 8     | 9  | 10 | 11    | 12   | 13    | 14     | 15     | 16     | 17    | 18    | 19  | 20     | 21  | 22  | 23  | Res. | Puntos |
| ---- | --------- | ---------- | ---- | ---- | ----- | ----- | ---- | ---- | ----- | ----- | -- | -- | ----- | ---- | ----- | ------ | ------ | ------ | ----- | ----- | --- | ------ | --- | --- | --- | ---- | ------ |
| 2016 |           |            | SMM  | SMM  | CON I | CON I | BA I | BA I | SJO   | SJO   | LP | LP | CDU   | CDU  | BA II | BA II  | CON II | CON II | RAF   | RAF   | AG  | RC     | RC  | PAR | PAR | -    | -      |
| 2016 | 97 Racing | Fiat Linea |      |      |       |       |      |      |       |       |    |    |       |      |       |        |        |        |       |       | 11  |        |     |     |     | -    | -      |
| 2017 |           |            | AG I | AG I | BA I  | BA I  | CDU  | CDU  | PAR I | PAR I | RC | RC | BA II | SL   | SL    | PAR II | PAR II | AG II  | SMM   | CON   | CON | BA III |     |     |     | -    | -      |
| 2017 | 97 Racing | Fiat Linea |      |      |       |       |      |      |       |       |    |    |       |      |       |        |        | 8      |       |       |     |        |     |     |     | -    | -      |
| 2018 |           |            | AG I | AG I | CDU   | CDU   | CON  | CON  | RC    | RC    | BA | LP | LP    | SL I | SL I  | AG II  | SMM    | SMM    | SL II | SL II | ROS | ROS    | PAR | PAR |     | -    | -      |
| 2018 | 97 Racing | Fiat Linea |      |      |       |       |      |      |       |       | 13 |    |       |      |       | 16     |        |        |       |       |     |        |     |     |     | -    | -      |

## Palmarés
| Título     | Campeonato | Automóvil         | Año  |
| ---------- | ---------- | ----------------- | ---- |
| Subcampeón | TC 2000    | Renault 19        | 1995 |
| Campeón    | TC 2000    | Ford Escort Zetec | 2000 |